# Formazioni di V.Premier League giapponese di pallavolo femminile 2010-2011
Formazioni delle squadre di pallavolo partecipanti alla stagione 2010-2011 del V.Premier League giapponese.

## Denso Airybees
| N° | Nome             | Ruolo | Data di nascita   | Nazionalità sportiva |
| -- | ---------------- | ----- | ----------------- | -------------------- |
| -  | Minoru Tatsukawa | All   | 16 agosto 1952    | Giappone             |
| 1  | Yasuko Okuda     | S     | 4 novembre 1988   | Giappone             |
| 2  | Yoshiko Yano     | C     | 1º agosto 1985    | Giappone             |
| 3  | Keiko Kuroba     | P     | 13 luglio 1982    | Giappone             |
| 4  | Eri Hosoda       | S     | 15 maggio 1984    | Giappone             |
| 5  | Sakurako Kumagai | P     | 2 luglio 1989     | Giappone             |
| 6  | Hiroko Suzuki    | S     | 12 agosto 1988    | Giappone             |
| 7  | Kyoko Katashita  | L     | 13 luglio 1989    | Giappone             |
| 8  | Kaori Inoue      | C     | 21 novembre 1982  | Giappone             |
| 9  | Yuka Sakurai     | L     | 2 settembre 1974  | Giappone             |
| 10 | Mai Fujii        | S     | 26 febbraio 1988  | Giappone             |
| 11 | Nanami Inoue     | C     | 19 giugno 1989    | Giappone             |
| 12 | Yoshiko Ohmura   | C     | 11 dicembre 1989  | Giappone             |
| 13 | Miku Izuoka      | S     | 2 luglio 1989     | Giappone             |
| 14 | Naoko Takahashi  | S     | 14 ottobre 1989   | Giappone             |
| 15 | Honda Tsubasa    | S     | 27 ottobre 1989   | Giappone             |
| 16 | Lisa Ishii       | S     | 19 maggio 1990    | Giappone             |
| 17 | Satomi Omiya     | S     | 20 luglio 1991    | Giappone             |
| 16 | Erika Sakae      | P     | 3 aprile 1991     | Giappone             |
| 21 | Lisvel Eve       | C     | 10 settembre 1991 | Rep. Dominicana      |

## Hisamitsu Springs
| N° | Nome                   | Ruolo | Data di nascita   | Nazionalità sportiva |
| -- | ---------------------- | ----- | ----------------- | -------------------- |
| -  | Hara Keiko             | All   | 12 luglio 1973    | Giappone             |
| 1  | Nana Iwasaka           | C     | 3 luglio 1990     | Giappone             |
| 2  | Chizuru Kotō           | P     | 8 settembre 1982  | Giappone             |
| 3  | Hara Keiko             | P     | 12 luglio 1975    | Giappone             |
| 4  | Kumiko Sakino          | C     | 23 agosto 1975    | Giappone             |
| 5  | Yumi Mizuta            | C     | 30 novembre 1986  | Giappone             |
| 7  | Mihoko Tsutsui         | S     | 6 dicembre 1985   | Giappone             |
| 8  | Yūko Asazu             | S     | 27 agosto 1985    | Giappone             |
| 9  | Kanako Hirai           | C     | 15 aprile 1984    | Giappone             |
| 10 | Kotoki Zayasu          | L     | 11 gennaio 1990   | Giappone             |
| 11 | Minami Amazutsumi      | S     | 8 settembre 1988  | Giappone             |
| 12 | Risa Shinnabe          | S     | 11 luglio 1990    | Giappone             |
| 13 | Miyu Nagaoka           | S     | 25 luglio 1991    | Giappone             |
| 14 | Rika Nomoto            | S     | 21 settembre 1991 | Giappone             |
| 15 | Yuki Ishii             | S     | 8 maggio 1991     | Giappone             |
| 16 | Elisângela de Oliveira | S/O   | 30 ottobre 1978   | Brasile              |
| 22 | Mizuho Ishida          | S     | 22 gennaio 1988   | Giappone             |

## JT Marvelous
| N° | Nome             | Ruolo | Data di nascita   | Nazionalità sportiva |
| -- | ---------------- | ----- | ----------------- | -------------------- |
| -  | Syuya Okuda      | All   | 10 febbraio 1966  | Giappone             |
| 1  | Maiko Sakashita  | S/O   | 25 febbraio 1985  | Giappone             |
| 2  | Masami Taniguchi | S/O   | 17 settembre 1976 | Giappone             |
| 3  | Ai Ōtomo         | C     | 24 marzo 1982     | Giappone             |
| 4  | Chie Yoshizawa   | S     | 9 luglio 1983     | Giappone             |
| 5  | Ai Inden         | S     | 3 aprile 1987     | Giappone             |
| 6  | Yuki Nishiyama   | C     | 4 giugno 1986     | Giappone             |
| 7  | Yoshie Takeshita | P     | 18 marzo 1978     | Giappone             |
| 8  | Rie Takaki       | S     | 9 agosto 1983     | Giappone             |
| 9  | Yuki Ishikawa    | C     | 26 aprile 1987    | Giappone             |
| 10 | Kim Yeon-koung   | S     | 26 febbraio 1988  | Corea del Sud        |
| 12 | Keiki Nishiyama  | S     | 19 ottobre 1988   | Giappone             |
| 13 | Kotoe Inoue      | L     | 15 febbraio 1990  | Giappone             |
| 15 | Asami Kawahara   | S     | 6 aprile 1989     | Giappone             |
| 17 | Chihiro Kato     | C     | 22 novembre 1988  | Giappone             |
| 18 | Yuki Kawai       | P     | 22 gennaio 1990   | Giappone             |

## NEC Red Rockets
| N° | Nome              | Ruolo | Data di nascita   | Nazionalità sportiva |
| -- | ----------------- | ----- | ----------------- | -------------------- |
| -  | Akinori Yamada    | All   | 20 febbraio 1976  | Giappone             |
| 1  | Ayako Watanabe    | S     | 25 giugno 1984    | Giappone             |
| 2  | Sachiko Sugiyama  | C     | 19 settembre 1979 | Giappone             |
| 3  | Kanako Naito      | C     | 4 novembre 1980   | Giappone             |
| 4  | Akiko Uchida      | S     | 30 ottobre 1985   | Giappone             |
| 5  | Makoto Matsuura   | P     | 9 settembre 1986  | Giappone             |
| 6  | Natsumi Shibusawa | S     | 10 agosto 1989    | Giappone             |
| 7  | Miyuki Akiyama    | P     | 27 agosto 1984    | Giappone             |
| 8  | Miki Yahata       | S     | 30 luglio 1990    | Giappone             |
| 9  | Hiroko Matsuura   | P     | 15 luglio 1990    | Giappone             |
| 10 | Akiko Ino         | L     | 28 settembre 1986 | Giappone             |
| 11 | Cho Shion         | L     | 2 agosto 1985     | Giappone             |
| 12 | Fernanda Garay    | S     | 10 maggio 1986    | Brasile              |
| 13 | Sayaka Takeuchi   | C     | 27 maggio 1989    | Giappone             |
| 14 | Yuko Maruyama     | C     | 17 settembre 1989 | Giappone             |
| 15 | Nami Takiguchi    | L     | 8 giugno 1990     | Giappone             |
| 16 | Risa Shiragaki    | S     | 30 luglio 1991    | Giappone             |
| 17 | Haruyo Shimamura  | C     | 4 marzo 1992      | Giappone             |
| 18 | Miho Watanabe     | P     | 8 gennaio 1989    | Giappone             |
| 21 | Miku Torigoe      | L     | 16 ottobre 1992   | Giappone             |

## Okayama Seagulls
| N° | Nome                | Ruolo | Data di nascita   | Nazionalità sportiva |
| -- | ------------------- | ----- | ----------------- | -------------------- |
| -  | Akiyoshi Kawamoto   | All   | 7 aprile 1953     | Giappone             |
| 1  | Minami Yoshida      | S     | 27 maggio 1988    | Giappone             |
| 2  | Mai Yamaguchi       | C     | 7 marzo 1983      | Giappone             |
| 3  | Nobuko Yonemura     | S     | 19 giugno 1983    | Giappone             |
| 5  | Mai Fukuda          | S     | 30 gennaio 1984   | Giappone             |
| 6  | Natsumi Horiguchi   | P     | 10 agosto 1991    | Giappone             |
| 7  | Chie Kanda          | -     | 12 aprile 1971    | Giappone             |
| 8  | Aki Kawabata        | S     | 4 ottobre 1989    | Giappone             |
| 9  | Sashiko Higashitani | S     | 1º novembre 1989  | Giappone             |
| 11 | Midori Kitamura     | P     | 21 gennaio 1989   | Giappone             |
| 12 | Natsumi Murata      | S     | 14 maggio 1985    | Giappone             |
| 13 | Hidemi Takamatsu    | S/C   | 23 giugno 1985    | Giappone             |
| 14 | Haruka Miyashita    | P     | 1º settembre 1994 | Giappone             |
| 15 | Hiroko Okano        | P     | 25 maggio 1976    | Giappone             |
| 16 | Ayaka Noguchi       | L     | 20 agosto 1987    | Giappone             |
| 17 | Arisa Kobayashi     | C     | 10 gennaio 1986   | Giappone             |
| 18 | Jyunko Kanamori     | L     | 4 settembre 1974  | Giappone             |
| 20 | Aki Maruyama        | L     | 6 ottobre 1990    | Giappone             |
| 21 | Kazuyo Mori         | C     | 21 giugno 1976    | Giappone             |
| 22 | Rina Urabe          | C     | 22 gennaio 1991   | Giappone             |
| 28 | Aimi Kawashima      | C     | 15 aprile 1990    | Giappone             |
| 29 | Seiya Seo           | L     | 25 febbraio 1991  | Giappone             |
| 33 | Takako Wakaura      | S     | 20 giugno 1980    | Giappone             |
| 41 | Mayumi Kosuge       | P     | 20 gennaio 1982   | Giappone             |
| 55 | Rie Hotta           | S     | 11 maggio 1985    | Giappone             |

## Pioneer Red Wings
| N° | Nome            | Ruolo | Data di nascita  | Nazionalità sportiva |
| -- | --------------- | ----- | ---------------- | -------------------- |
| -  | Naoki Miyashita | All   | 22 novembre 1956 | Giappone             |
| 0  | Miki Sasaki     | S     | 15 dicembre 1976 | Giappone             |
| 1  | Megumi Kurihara | S     | 31 luglio 1984   | Giappone             |
| 2  | Saki Sugimoto   | S     | 21 luglio 1986   | Giappone             |
| 3  | Megumi Itabashi | P     | 7 giugno 1973    | Giappone             |
| 4  | Chaïne Staelens | S     | 7 novembre 1980  | Paesi Bassi          |
| 5  | Asako Tajimi    | C     | 26 giugno 1972   | Giappone             |
| 7  | Ikumi Narita    | L/S   | 2 luglio 1989    | Giappone             |
| 8  | Kanako Konno    | S     | 16 aprile 1984   | Giappone             |
| 18 | Miho Takahashi  | C     | 29 novembre 1988 | Giappone             |
| 19 | Risa Ashino     | C     | 23 marzo 1990    | Giappone             |
| 20 | Mami Yoshida    | L     | 5 giugno 1986    | Giappone             |
| 21 | Sakura Numata   | C     | 24 luglio 1989   | Giappone             |
| 23 | Akiko Kohno     | C     | 5 settembre 1989 | Giappone             |
| 24 | Koyomi Tominaga | P/S   | 1º maggio 1989   | Giappone             |
| 26 | Shoko Tamura    | S/C   | 14 aprile 1990   | Giappone             |
| 27 | Rika Hattori    | C     | 19 maggio 1990   | Giappone             |
| 28 | Miki Furuya     | C     | 27 marzo 1991    | Giappone             |

## Toray Arrows
| N° | Nome                | Ruolo | Data di nascita   | Nazionalità sportiva |
| -- | ------------------- | ----- | ----------------- | -------------------- |
| -  | Yasuhiro Hukuda     | All   | 18 agosto 1967    | Giappone             |
| 1  | Mariko Mori         | C     | 17 giugno 1981    | Giappone             |
| 2  | Erika Araki         | C     | 3 agosto 1984     | Giappone             |
| 3  | Kanari Hamaguchi    | L     | 29 agosto 1985    | Giappone             |
| 4  | Hitomi Nakamichi    | P     | 18 settembre 1985 | Giappone             |
| 5  | Saori Kimura        | S     | 19 agosto 1986    | Giappone             |
| 6  | Arisa Takada        | S     | 17 febbraio 1987  | Giappone             |
| 7  | Liesbet Vindevoghel | S     | 29 dicembre 1979  | Belgio               |
| 8  | Marie Wada          | C     | 18 settembre 1987 | Giappone             |
| 9  | Saori Sakoda        | S     | 18 dicembre 1987  | Giappone             |
| 10 | Honami Tsukiji      | C     | 27 aprile 1989    | Giappone             |
| 11 | Yukari Miyata       | C     | 27 giugno 1989    | Giappone             |
| 12 | Kaori Kodaira       | S     | 13 aprile 1990    | Giappone             |
| 13 | Saki Minemura       | S     | 18 aprile 1990    | Giappone             |
| 14 | Kanami Tashiro      | P     | 25 marzo 1991     | Giappone             |
| 15 | Misato Kimura       | L     | 29 ottobre 1991   | Giappone             |
| 16 | Mari Horikawa       | S     | 3 maggio 1992     | Giappone             |
| 17 | Azusa Futami        | C     | 15 maggio 1992    | Giappone             |
| 18 | Kaho Ohno           | S     | 30 giugno 1992    | Giappone             |

## Toyota Queenseis
| N° | Nome              | Ruolo | Data di nascita   | Nazionalità sportiva |
| -- | ----------------- | ----- | ----------------- | -------------------- |
| -  | Nobuchika Kuzuwa  | All   | 6 gennaio 1955    | Giappone             |
| 1  | Yumiko Tsuzuki    | S     | 11 maggio 1983    | Giappone             |
| 2  | Kaoru Imanishi    | S     | 6 aprile 1984     | Giappone             |
| 3  | Yoko Yamamoto     | C     | 5 aprile 1989     | Giappone             |
| 4  | Megumi Funasaki   | P     | 14 luglio 1977    | Giappone             |
| 5  | Kaori Tahara      | C     | 8 aprile 1979     | Giappone             |
| 6  | Seiko Kawamura    | P     | 23 maggio 1984    | Giappone             |
| 7  | Minako Maeda      | C     | 22 giugno 1985    | Giappone             |
| 8  | Rumi Akasaka      | S     | 20 aprile 1991    | Giappone             |
| 9  | Ayako Sana        | S     | 18 maggio 1985    | Giappone             |
| 11 | Yuki Matsumoto    | L     | 31 maggio 1978    | Giappone             |
| 12 | Eto Tomomi        | C     | 10 settembre 1991 | Giappone             |
| 13 | Masayo Kaneko     | S     | 8 luglio 1988     | Giappone             |
| 14 | Aki Fujiwara      | S     | 14 ottobre 1989   | Giappone             |
| 15 | Chiemi Horisaki   | S     | 18 febbraio 1988  | Giappone             |
| 16 | Ayumi Hattori     | S     | 28 luglio 1988    | Giappone             |
| 20 | Midori Hane       | S     | 10 marzo 1980     | Giappone             |
| 21 | Mari Yamada       | S     | 10 aprile 1990    | Giappone             |
| 22 | Yukiji Kajiwara   | L     | 19 luglio 1990    | Giappone             |
| 23 | Foluke Akinradewo | C     | 5 ottobre 1987    | Stati Uniti          |